# Mélanie Bernier
Pour les articles homonymes, voir Bernier.
Mélanie Bernier, née le 5 janvier 1985 à Grasse, est une actrice française.

## Biographie

### Jeunesse et formation
Mélanie Bernier naît à Grasse et grandit à Veigné (Indre-et-Loire),. Son père est instituteur et sa mère employée administrative dans une compagnie d’assurances. Elle pratique le théâtre en amateur dès l'âge de sept ans, puis rejoint une ligue d'improvisation,. Elle apparaît pour la première fois sur les écrans à quinze ans dans le téléfilm Rends-moi mon nom et signe un contrat avec un agent. Elle obtient un baccalauréat littéraire, avec mention assez bien,.

### Débuts d'actrice (années 2000)

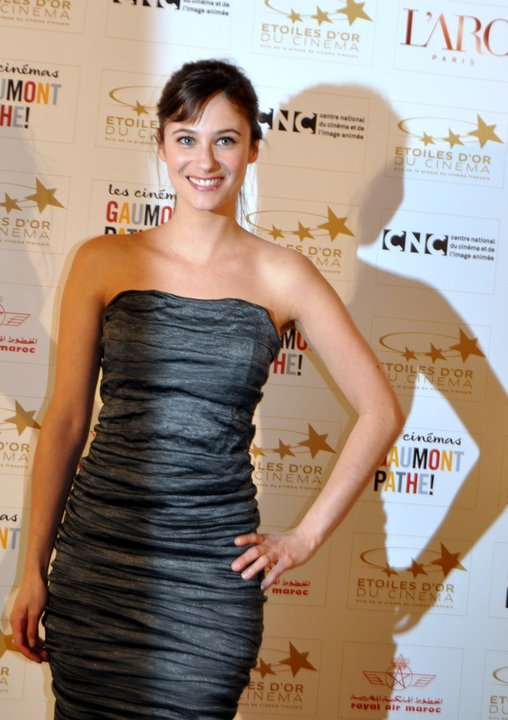
L'actrice aux Étoiles d'Or du Cinéma Français, en 2011.

En 2000, Mélanie Bernier débute au cinéma dans Barnie et ses petites contrariétés de Bruno Chiche, où elle joue la fille du couple incarné par Fabrice Luchini et Nathalie Baye. Elle enchaîne ensuite plusieurs seconds rôles, à la télévision.
En 2004, elle interprète le rôle-titre du téléfilm de Michaëla Watteaux La Petite Fadette, puis apparaît dans Vénus et Apollon, série télévisée réalisée par Tonie Marshall. En 2006, elle interprète le rôle de Simone Roulier dans Marie Besnard, l'empoisonneuse de Christian Faure.
Elle revient au cinéma en 2007 dans Sa Majesté Minor, mis en scène par Jean-Jacques Annaud. Cette grosse production essuie un échec critique et commercial sévère à sa sortie, freinant la progression de la jeune actrice au cinéma.
En 2008, elle se replie donc vers le théâtre, jouant dans Héloïse, de Patrick Cauvin, mis en scène par Patrice Leconte au théâtre de l'Atelier et enchaîne les seconds rôles au cinéma durant les trois années suivantes : Modern Love, Passe-passe, Mes stars et moi, Le Coach, La Tête en friche, L'Assaut, La Délicatesse.
Elle tourne aussi beaucoup de téléfilms durant cette période : le plus remarqué est sans doute le film historique Marie Besnard, l'empoisonneuse, diffusé en 2008 par TF1, avec une Muriel Robin à contre-emploi dans le rôle-titre.

### Percée (années 2010)

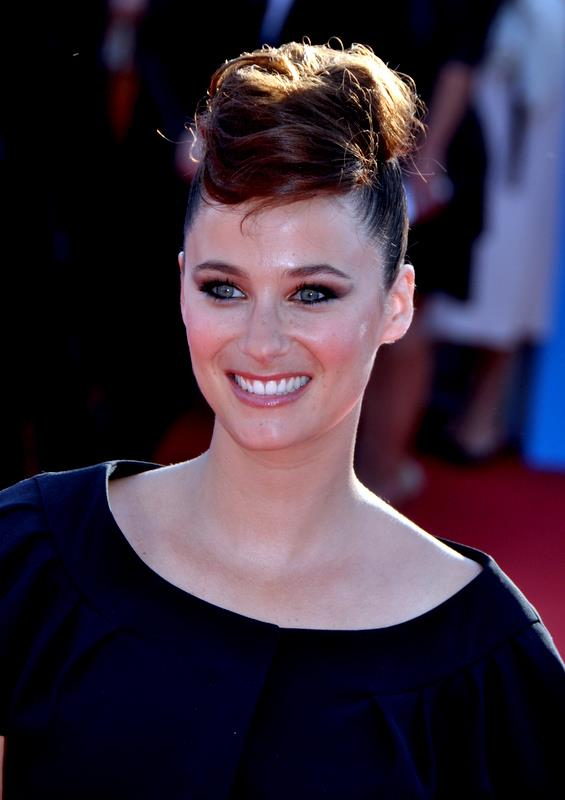
L'actrice au festival du cinéma américain de Deauville 2012.

Le début des années 2010 est marqué par des seconds rôles dans des grosses productions dans des genres différents : en 2012, elle participe en effet à la comédie dramatique Populaire, de Régis Roinsard, aux côtés de Déborah François, Romain Duris et Nicolas Bedos. Le film est acclamé par la critique. Puis en 2013, le réalisateur Julien Leclercq la dirige dans son thriller Gibraltar. Enfin, elle joue dans le film Au bonheur des ogres, de Nicolas Bary, avec Bérénice Bejo.
Mais cette année-là, elle revient enfin à un premier rôle féminin pour la comédie Les Gamins, d'Anthony Marciano, qui fait 1 million d'entrées. Elle y joue aux côtés d'Alain Chabat et Max Boublil.
En 2015, elle poursuit donc sur cette lancée avec la comédie dramatique Nos futurs, de Rémi Bezançon, où elle seconde cette fois le tandem Pio Marmai / Pierre Rochefort. Enfin, elle partage l'affiche de la comédie romantique Un peu, beaucoup, aveuglément, avec Clovis Cornillac, également réalisateur.
Elle se spécialise dans ce genre : puisqu'en 2016, elle est la tête d'affiche du film indépendant La Prunelle de mes yeux, d'Axelle Ropert, racontant une rencontre amoureuse improbable. Puis l'année suivante, elle donne la réplique à Kev Adams pour deux productions successives : d'abord le drame Tout là-haut, de Serge Hazanavicius, puis la comédie romantique Love Addict, de Frank Bellocq. Entre ces deux productions attendues, elle partage l'affiche d'un projet plus modeste, le drame Simon et Théodore, de Mikael Buch, avec Félix Moati.
En 2018, c'est Léa Fazer qui lui confie le premier rôle du téléfilm Mystère à la Sorbonne, le septième épisode de la série anthologique Mystère à Paris. Il s'agira finalement du dernier épisode de la série.

### Autres activités
En novembre 2013, elle participe au 52e Gala de l'Union des artistes où elle présente un numéro aérien au trapèze.
En 2019 elle est membre du jury des longs métrages lors du 11e Festival international du film policier de Beaune, présidé par le réalisateur Benoît Jacquot.

### Vie privée
De 2013 à 2015, elle a été en couple avec l'acteur Jonathan Cohen. En novembre 2017, elle annonce être enceinte de son premier enfant sans dévoiler l'identité du père. En février 2018, elle donne naissance à une petite fille.

## Filmographie

### Cinéma

#### Longs métrages
- 2000 : Barnie et ses petites contrariétés, de Bruno Chiche : Cécile
- 2002 : Comme un avion de Marie-France Pisier : Constance
- 2005 : Le Temps des porte-plumes de Daniel Duval : Marie-Jeanne
- 2007 : Sa Majesté Minor de Jean-Jacques Annaud : Clytia
- 2008 : Modern Love, de Stéphane Kazandjian : Anne
- 2008 : Passe-passe de Tonie Marshall : Sonia Yacovlev
- 2008 : Mes stars et moi de Laetitia Colombani : Violette Duval
- 2009 : Le Coach de Olivier Doran : Cécile Marmignon
- 2010 : La Tête en friche de Jean Becker : Stéphanie
- 2011 : L'Assaut de Julien Leclercq : Carole
- 2011 : La Délicatesse de Stéphane et David Foenkinos : Chloé, la secrétaire de Nathalie
- 2012 : Populaire de Régis Roinsard : Annie Leprince-Ringuet
- 2013 : Gibraltar de Julien Leclercq : Cécile Duval
- 2013 : Les Gamins d'Anthony Marciano : Lola
- 2013 : Au bonheur des ogres de Nicolas Bary : Louna
- 2015 : Nos futurs de Rémi Bezançon : Estelle
- 2015 : Un peu, beaucoup, aveuglément de Clovis Cornillac : Machine
- 2016 : La Prunelle de mes yeux d'Axelle Ropert : Elise
- 2017 : Tout là-haut de Serge Hazanavicius : Kelly Larsen
- 2017 : Simon et Théodore de Mikael Buch : Rivka
- 2018 : Love Addict de Frank Bellocq : Marie-Zoé
- 2020 : Mine de rien de Mathias Mlekuz : Stella
- 2022 : Maigret de Patrice Leconte : Jeanine
- 2023 : Ma langue au chat de Cécile Telerman : Magali
- 2024 : Neuilly-Poissy de Grégory Boutboul : Lisa

#### Courts métrages
- 2008 : Le Secret d'Yvette de Christophe Durand : Yvette
- 2009 : 10 minutes à Paris de Kolya Reichart
- 2009 : Les Incroyables Aventures de Fusion Man de Xavier Gens, Marius Vale et David Halphen : Anne Darren
- 2014 : Le Sourire du pompier de Rémi Bezançon : Léa

### Télévision
- 1999 : Regards d'enfance (série télévisée), épisode Rends-moi mon nom de Patrice Martineau
- 2001 : La mort est rousse (téléfilm) de Christian Faure : Charlotte à 14 ans
- 2001 : Fred et son orchestre (série télévisée) de Michaëla Watteaux : Ella
- 2002 : L'Affaire Martial (téléfilm) de Jean-Pierre Igoux : Juliette
- 2004 : La Petite Fadette (téléfilm) de Michaëla Watteaux : Françoise Fadet, dite Fadette
- 2004 : Vénus et Apollon (série télévisée) de Pascal Lahmani, Olivier Guignard et Jean-Marc Vervoot : Bijou
- 2005 : L'Empire du Tigre (téléfilm) de Gérard Marx : Solange
- 2006 : Marie Besnard, l'empoisonneuse (téléfilm) de Christian Faure : Simone
- 2008 : Contes et nouvelles du XIXe siècle (série télévisée), épisode La Maison du chat qui pelote de Jean-Daniel Verhaeghe : Augustine Guillaume
- 2010 : En cas de malheur (téléfilm) de Jean-Daniel Verhaeghe : Lucie
- 2010 : Mademoiselle Drot (téléfilm) de Christian Faure : Antoinette Treives
- 2011 : Le Fil d'Ariane (téléfilm) de Marion Laine : Manu
- 2012 : Bref de Kyan Khojandi et Bruno Muschio, épisode 81 (Lui c'est Kheiron) : Sophie
- 2018 : Mystère à la Sorbonne (téléfilm) de Léa Fazer : Victoire
- 2021 : La Traque (téléfilm) d'Yves Rénier : Margaux Nielsen
- 2023 : Le Daron de Frank Bellocq : Pauline Lefranc
- 2025 : Super Mâles (série télévisée, Netflix) de Noémie Saglio et Olivier Rosemberg

### Doublage
- 2011 : Titeuf, le film de Zep : Nadia (voix originale)
- 2019 : La Famille Addams : Morticia Addams (voix française)
- 2021 : La Famille Addams 2 : Morticia Addams (voix française)

### Clip
- 2009 : La Fille de la bande de Renan Luce , réalisé par Thierry Teston

## Théâtre
- Mensonges, mise en scène d'Alexis Rejasse
- Spectacles de chansons, mise en scène d'Alexis Rejasse
- Alice au pays des merveilles, mise en scène de Juliette Mailhé Casadesus
- Le Petit Prince d'Antoine de Saint-Exupéry, mise en scène d'Alexis Rejasse
- 2008 : Héloïse de Patrick Cauvin, mise en scène de Patrice Leconte, au théâtre de l'Atelier à Paris
- 2010 : L'Infante de Maxence Garnier, mise en scène de Maxence Garnier, au Ciné 13 Théâtre à Paris
- 2014 : Un temps de chien de Brigitte Buc, mise en scène Jean Bouchaud, Théâtre Montparnasse
- 2020 : Le Square de Marguerite Duras, mise en scène Bertrand Marcos, théâtre du Lucernaire
- 2022 : Les Humains de Stephen Karam, mise en scène Ivan Calbérac, théâtre de la Renaissance

## Distinctions
- Trophées Jeunes Talents 2006 : nomination dans la catégorie « Jeune comédien(ne) télévision » pour Vénus et Apollon
- Trophées Jeunes Talents 2007 : nomination dans la catégorie « Jeune comédien(ne) télévision » pour Marie Besnard, l'empoisonneuse
- Prix Raimu de la comédie 2008 : nominations pour le Prix Raimu de l'Espoir et pour le Prix Raimu de la comédienne dans un second rôle pour Passe-passe